# Zambrzyca
Zambrzyca – wieś w Polsce położona w województwie kujawsko-pomorskim, w powiecie rypińskim, w gminie Skrwilno.
W latach 1975–1998 miejscowość administracyjnie należała do województwa włocławskiego.
Według Narodowego Spisu Powszechnego (III 2011 r.) liczyła 180 mieszkańców. Jest dwunastą co do wielkości miejscowością gminy Skrwilno.